# Covoli di Costozza
I Covoli di Costozza costituiscono un sistema di grotte e cavità presenti nel comune di Longare, in provincia di Vicenza, nella località da cui prendono il nome.
Si tratta di cavità ricavate nella roccia calcarea dei Colli Berici e utilizzate da tempo molto remoto per la conservazione del vino o di derrate alimentari.

## Storia

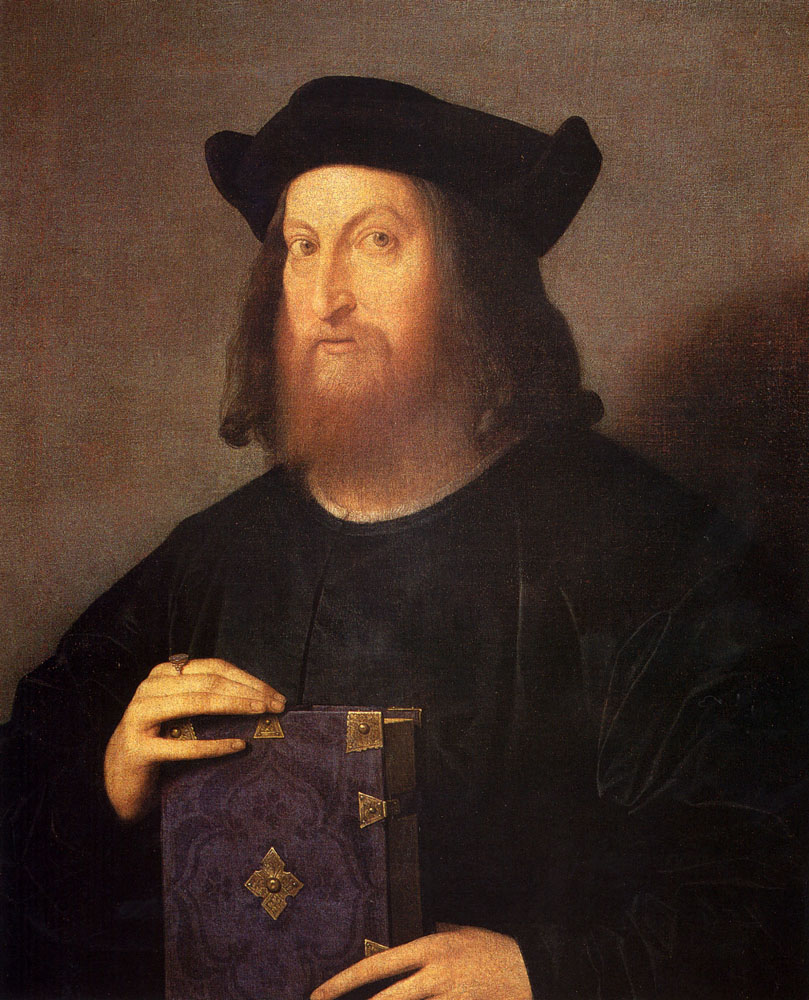
Gian Giorgio Trissino, qui in un ritratto di Vincenzo Catena, fu il primo a descrivere la fauna endemica dei covoli

L'esistenza di queste cavità, e la loro destinazione per il deposito e la conservazione delle derrate alimentari o del vino, è attestata almeno dall'alto Medioevo, dal momento che una nitida citazione si rinviene nella Cronica duecentesca di Rolandino da Padova.
Altra menzione letteraria è quella del Dittamondo di Fazio degli Uberti, opera didascalica del Trecento fiorentino: 
La maggior novità, ch'ivi si pone, / Si è a veder lo Covol di Costoggia, / Là dove il vin si conserva e ripone. / Quivi son donne d'ogni vaga foggia.

## Fauna troglobia

### Endemismi
All'interno dei covoli sono presenti degli specchi lacustri in cui, assenti peraltro i pesci, vivono esemplari di un crostaceo anfipode ipogeo, il Niphargus costozzae (Schellenberg, 1935), dell'omonimo genere Niphargus, una specie endemica dei Monti Berici e descritta per la prima volta nel 1935 dal botanico tedesco Gustav Schellenberg.
Della presenza di questi crostacei esiste un'attestazione cinquecentesca di Giangiorgio Trissino, che nel maggio 1537 si sofferma a descriverli in una lettera inviata all'erudito e geografo bolognese Leandro Alberti, autore della Descrittione di tutta Italia. La lettera è in buona parte incorporata dall'Alberti nella sua Descrizione:
Già molto tempo hebbi vostre lettere, le quali mi ricercavano che io vi dovessi dare notitia del Covale da Costozza, alle quali non diede altra risposta, se non il cercare di essere informatissimo, [...]. Io dunque per haver più chiara intelligenza di esso, vi sono stato personalmente. Alla estremità di questa cava grandissima ce acqua purissima, per la quale si vede il fondò tanto chiaramente, come non vi fosse acqua, la qual acqua [...] in alcuni luoghi è alta più di venti piedi. [...] Nella detta acqua non si trovano pesci di sorte ninna, salvo che alcuni gambaretti picciolini simili a i gambarelli marini, che si vendono in Venezia.